# سوكوتشو
سوكوتشو هي مستوطنة، ومدينة في كوريا الجنوبية، تتبع مقاطعة غانغوون، بلغ عدد سكانها 79,846 نسمة في 2015، تبلغ مساحتها 105.25 كيلومتر مربع.

## المناخ
يظهر الجدول التالي التغييرات المناخية على مدار السنة لسوكوتشو:
| البيانات المناخية لـسوكوتشو                                                   | البيانات المناخية لـسوكوتشو | البيانات المناخية لـسوكوتشو | البيانات المناخية لـسوكوتشو | البيانات المناخية لـسوكوتشو | البيانات المناخية لـسوكوتشو | البيانات المناخية لـسوكوتشو | البيانات المناخية لـسوكوتشو | البيانات المناخية لـسوكوتشو | البيانات المناخية لـسوكوتشو | البيانات المناخية لـسوكوتشو | البيانات المناخية لـسوكوتشو | البيانات المناخية لـسوكوتشو | البيانات المناخية لـسوكوتشو |
| الشهر                                                                         | يناير                       | فبراير                      | مارس                        | أبريل                       | مايو                        | يونيو                       | يوليو                       | أغسطس                       | سبتمبر                      | أكتوبر                      | نوفمبر                      | ديسمبر                      | المعدل السنوي               |
| ----------------------------------------------------------------------------- | --------------------------- | --------------------------- | --------------------------- | --------------------------- | --------------------------- | --------------------------- | --------------------------- | --------------------------- | --------------------------- | --------------------------- | --------------------------- | --------------------------- | --------------------------- |
| الدرجة القصوى °م (°ف)                                                         | 15.8 (60.4)                 | 19.1 (66.4)                 | 26.9 (80.4)                 | 32.5 (90.5)                 | 32.6 (90.7)                 | 35.3 (95.5)                 | 37.1 (98.8)                 | 36.0 (96.8)                 | 34.1 (93.4)                 | 29.3 (84.7)                 | 23.9 (75.0)                 | 17.8 (64.0)                 | 37.1 (98.8)                 |
| متوسط درجة الحرارة الكبرى °م (°ف)                                             | 3.8 (38.8)                  | 5.5 (41.9)                  | 9.6 (49.3)                  | 16.0 (60.8)                 | 20.4 (68.7)                 | 22.7 (72.9)                 | 26.0 (78.8)                 | 27.0 (80.6)                 | 23.6 (74.5)                 | 19.4 (66.9)                 | 12.8 (55.0)                 | 6.9 (44.4)                  | 16.2 (61.2)                 |
| المتوسط اليومي °م (°ف)                                                        | −0.3 (31.5)                 | 1.5 (34.7)                  | 5.5 (41.9)                  | 11.5 (52.7)                 | 15.9 (60.6)                 | 19.2 (66.6)                 | 22.8 (73.0)                 | 23.7 (74.7)                 | 19.8 (67.6)                 | 15.0 (59.0)                 | 8.6 (47.5)                  | 2.7 (36.9)                  | 12.2 (54.0)                 |
| متوسط درجة الحرارة الصغرى °م (°ف)                                             | −4.1 (24.6)                 | −2.4 (27.7)                 | 1.5 (34.7)                  | 7.1 (44.8)                  | 11.8 (53.2)                 | 16.0 (60.8)                 | 20.1 (68.2)                 | 20.9 (69.6)                 | 16.3 (61.3)                 | 10.8 (51.4)                 | 4.5 (40.1)                  | −1.2 (29.8)                 | 8.5 (47.3)                  |
| أدنى درجة حرارة °م (°ف)                                                       | −16.4 (2.5)                 | −16.2 (2.8)                 | −11.6 (11.1)                | −3.5 (25.7)                 | 3.8 (38.8)                  | 6.6 (43.9)                  | 12.6 (54.7)                 | 13.7 (56.7)                 | 9.5 (49.1)                  | −0.3 (31.5)                 | −8.7 (16.3)                 | −14.7 (5.5)                 | −16.4 (2.5)                 |
| الهطول مم (إنش)                                                               | 44.3 (1.74)                 | 46.9 (1.85)                 | 56.9 (2.24)                 | 64.3 (2.53)                 | 95.5 (3.76)                 | 115.7 (4.56)                | 246.9 (9.72)                | 293.0 (11.54)               | 232.9 (9.17)                | 88.7 (3.49)                 | 78.8 (3.10)                 | 38.2 (1.50)                 | 1٬402٫2 (55.20)             |
| متوسط أيام هطول الأمطار (≥ 0.1 mm)                                            | 5.8                         | 6.7                         | 8.6                         | 8.0                         | 9.0                         | 11.4                        | 15.6                        | 15.2                        | 11.2                        | 7.3                         | 7.5                         | 4.8                         | 111.1                       |
| متوسط الأيام المثلجة                                                          | 5.0                         | 5.1                         | 4.1                         | 0.2                         | 0.0                         | 0.0                         | 0.0                         | 0.0                         | 0.0                         | 0.0                         | 0.7                         | 2.2                         | 17.3                        |
| متوسط الرطوبة النسبية (%)                                                     | 50.8                        | 55.1                        | 60.8                        | 61.5                        | 69.0                        | 78.6                        | 82.2                        | 82.6                        | 77.5                        | 65.3                        | 55.8                        | 49.5                        | 65.7                        |
| ساعات سطوع الشمس الشهرية                                                      | 183.0                       | 171.5                       | 190.5                       | 212.4                       | 216.0                       | 162.9                       | 137.8                       | 151.8                       | 165.2                       | 188.4                       | 168.5                       | 181.9                       | 2٬129٫9                     |
| نسبة وصول أشعة الشمس                                                          | 60.0                        | 56.4                        | 51.4                        | 53.7                        | 48.9                        | 36.8                        | 30.6                        | 35.9                        | 44.2                        | 54.2                        | 55.4                        | 61.4                        | 47.8                        |
| المصدر: Korea Meteorological Administration (percent sunshine and snowy days) |                             |                             |                             |                             |                             |                             |                             |                             |                             |                             |                             |                             |                             |

## معرض صور

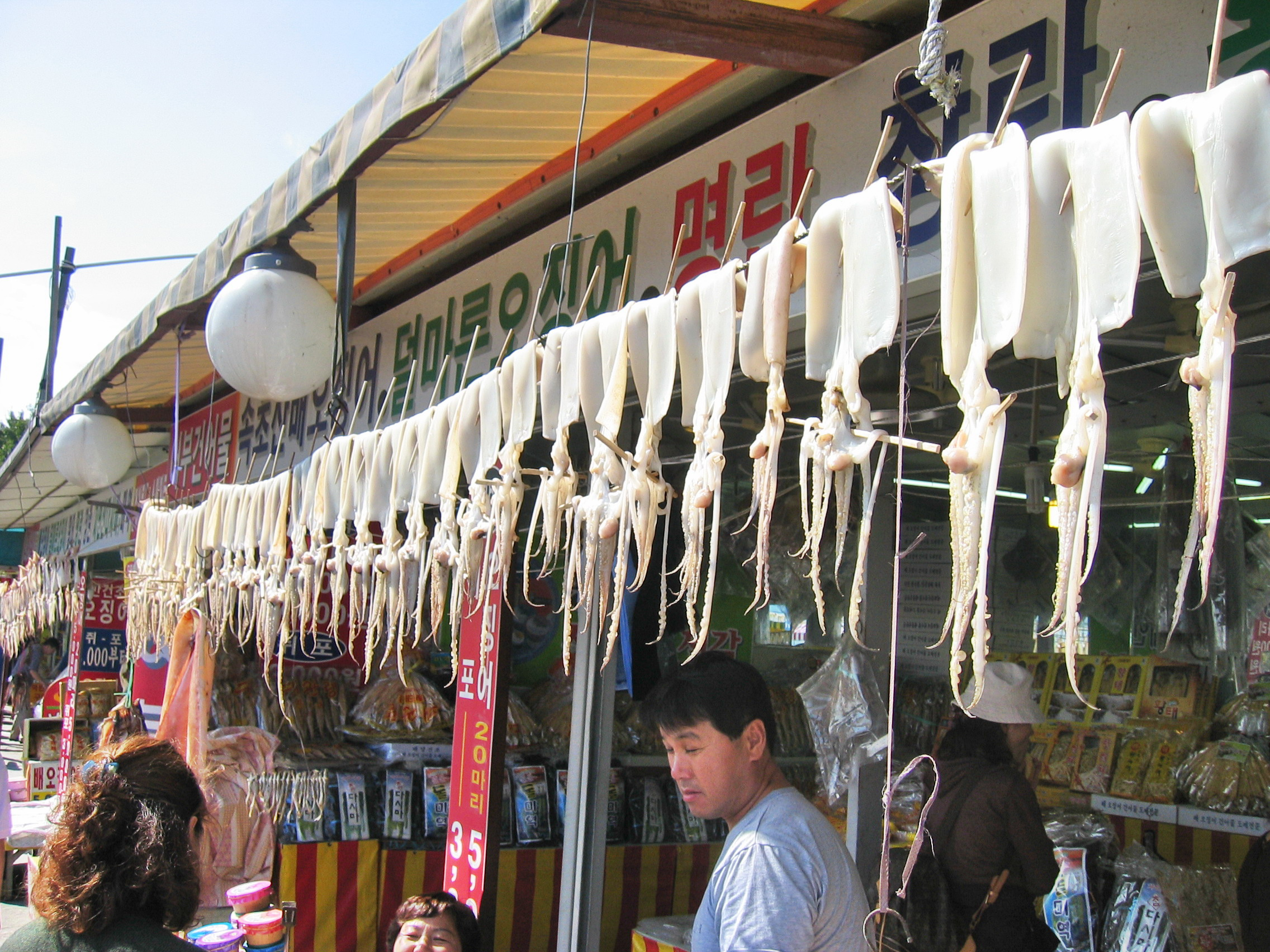
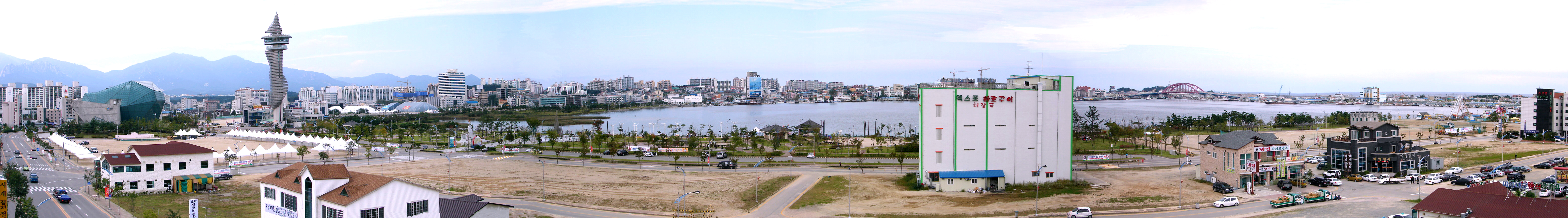
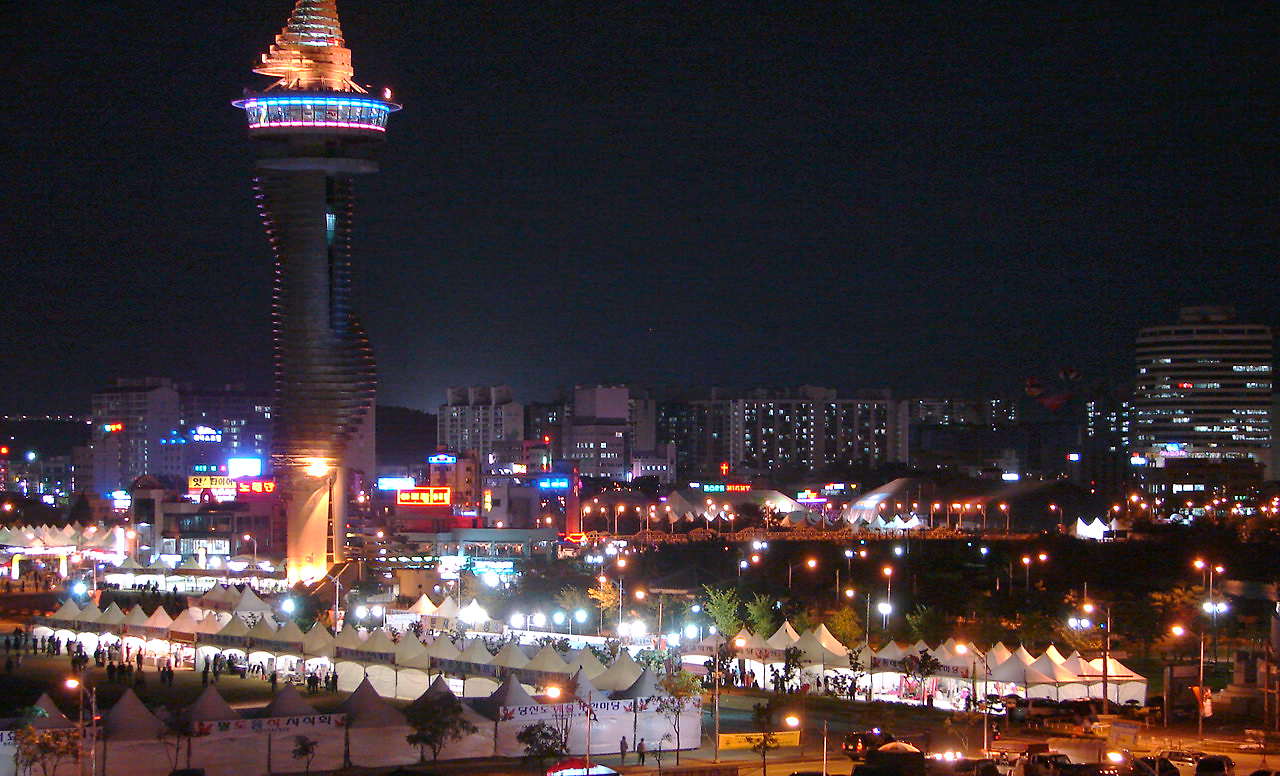
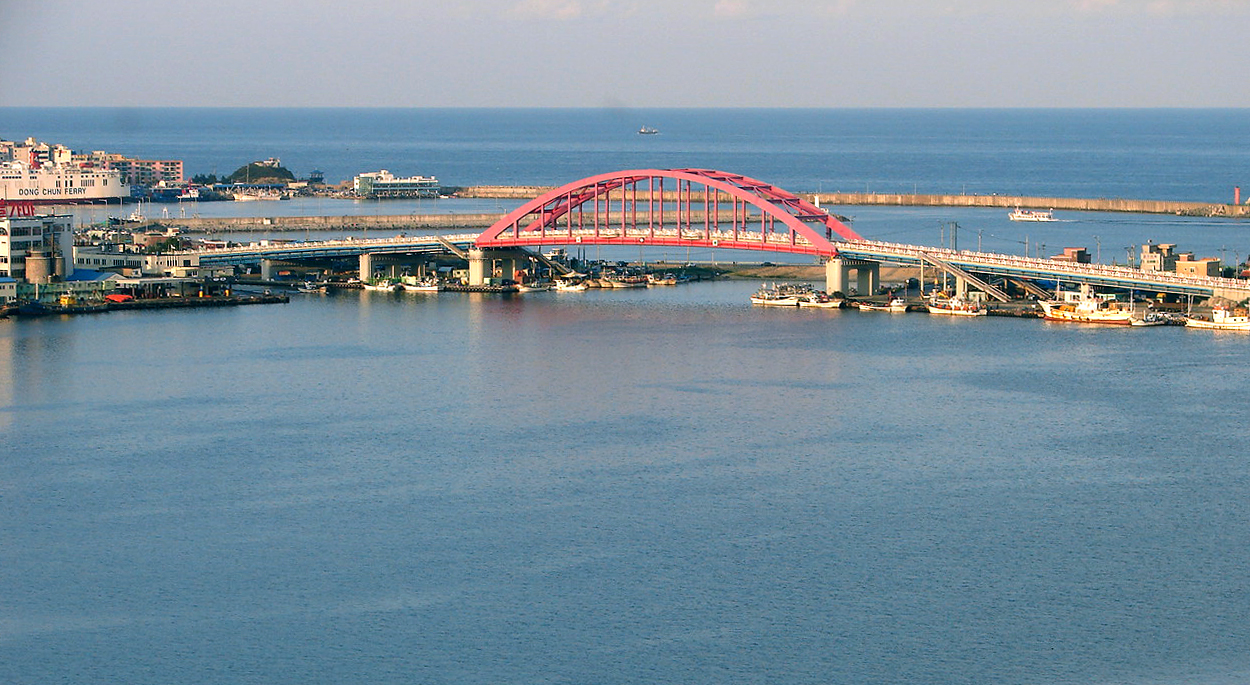
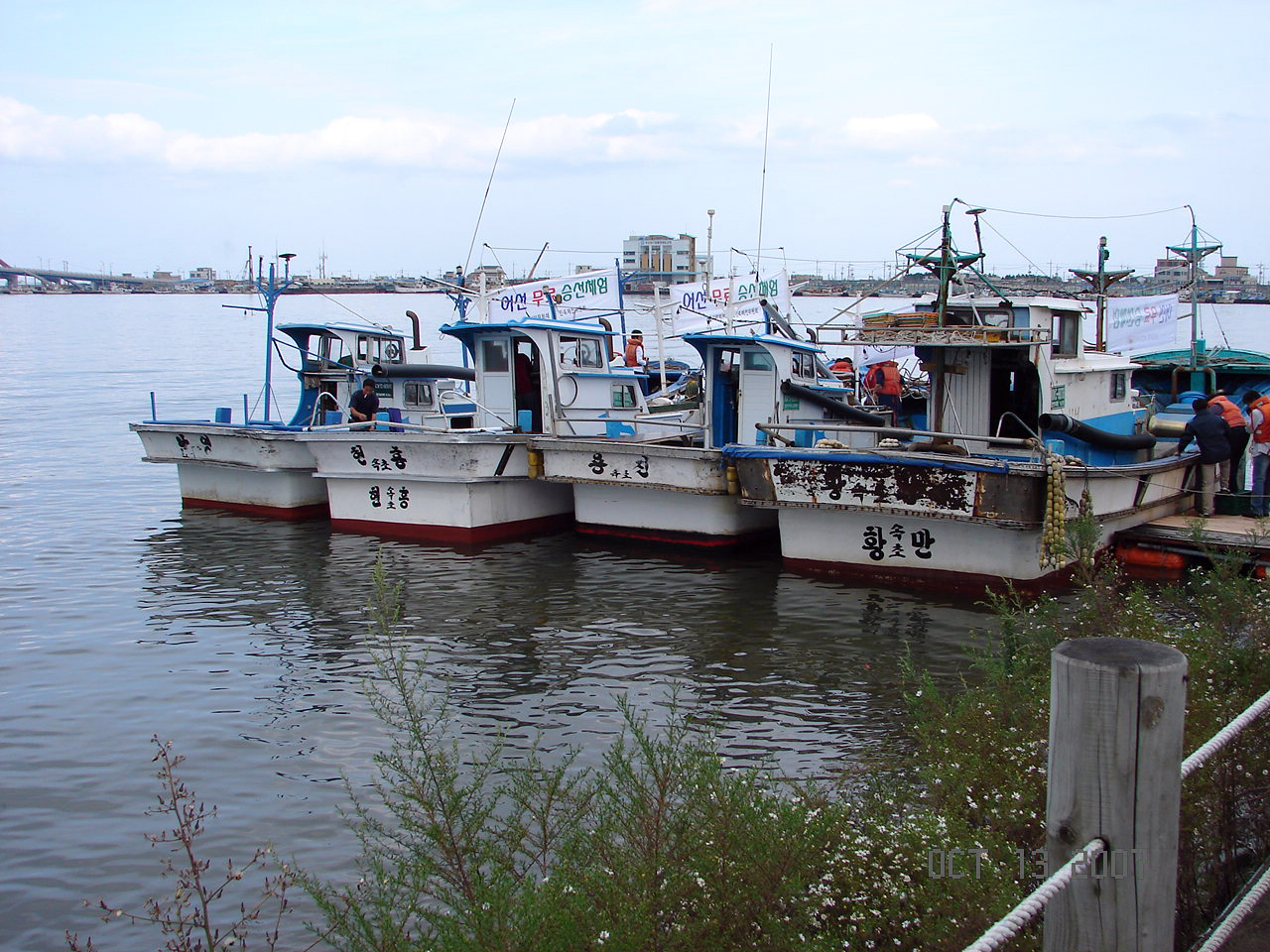
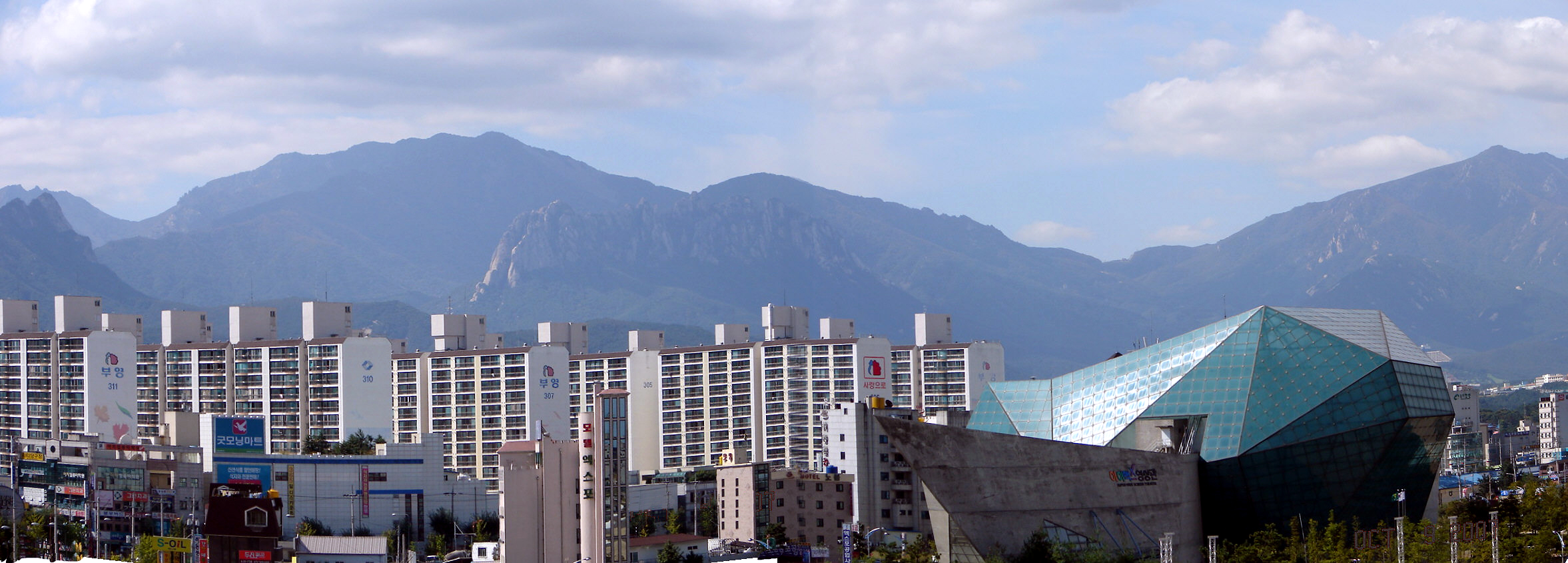

## مدن توأم
المدن التوأم:
- يوناغو، توتوري
- غريشام، أوريغون
- جيونغيوب.